# 高贞寿
高贞寿（？—1162年），又作高寿贞，是12世纪大理国点蒼山蓮花峰芒湧溪人氏，高明顺之孙，高顺贞之子，第六代中国公。
1141年，高顺贞死后，群臣立高明顺弟弟高明量之子高量成为相国、中国公。高明量家族的封地在威楚府（今楚雄）。1150年，高贞寿平定滇东三十七部有功，高量成迫于压力，让位给高贞寿自己退居威楚府，1162年，高贞寿死后，其子高寿昌掌权。高寿昌和高贞寿的弟弟高贞明先后被赶下相位，退居谋统府（今鹤庆）。高贞明在谋统府自称相国，明国公。高贞寿的儿子高寿护谋统府在世袭，元朝征服云南后世袭鹤庆土司，直到清末。高贞寿—高寿护—高护隆—高隆政—高政均—高均明—高明寿—高保—高贵—高贤。